# Lustjärnen (Älvdalens socken, Dalarna, 678983-138212)
Lustjärnen är en sjö i Älvdalens kommun i Dalarna och ingår i Dalälvens huvudavrinningsområde.